# قشرة (شعر)

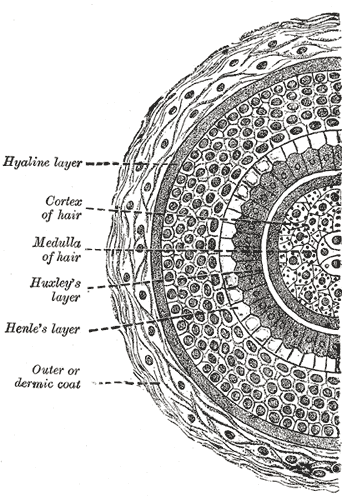
الطبقة الزجاجية، قشرة الشعر، نخاع الشعر، طبقة هكسلي، طبقة هنلي، الغلاف الخارجي

تقع قشرة جذع الشعر بين بشرة الشعر [الإنجليزية] والنخاع [الإنجليزية] وهي طبقة الشعر الأكثر سمكًا. كما أنه يحتوي على معظم صبغة الشعر، مما يعطي الشعر لونه. صبغة القشرة هي الميلانين الذي يوجد أيضًا في الجلد. توزيع هذا الصباغ يختلف من إنسان إلى آخر وكذلك من حيوان إلى آخر. يكون الميلانين أكثر كثافة بشكل أساسي بالقرب من البشرة عند الإنسان، بينما يكون الميلانين في الحيوانات أكثر كثافة بالقرب من النخاع.